# 재불예술인총연합회

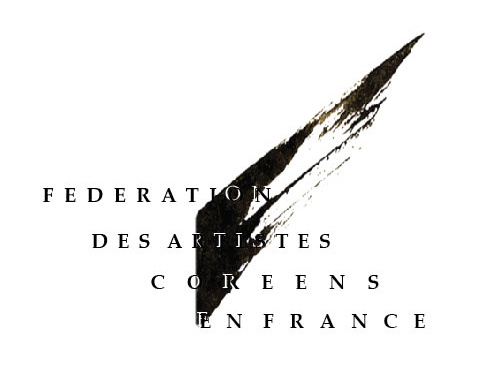
재불예술인총연합회(FACF)

프랑스 재불예술인총연합회(FACF: Fédération des artistes coréens en France), 프랑스를 기반으로 예술과 창작활동을 하고 있는 한국인들을 중심으로 결성된 예술가 총연합회. 조형예술, 실용예술, 영화, 건축, 음악, 조형, 문학, 번역 등 7개의 분과로 나뉜 예술인 회원으로 구성되어 있다. 예술인 각자의 국제적인 활동을 도모하고 지원할 수 있는 제도적 장치를 마련한다는 취지에서 설립하였다. 회원으로는 공연연출가 서금희, 번역가 변정원, 시인 서지희, 연극연출가 박성진 등 약 50여명의 예술가들이 활동하고 있다. 또한 프랑스를 기반으로 활발한 예술활동을 펼치고 있는 예술가로는 피아니스트 백건우, 영화배우 윤정희, 지휘자 정명훈, 화가 방혜자(1937 ~ 2022.09.15) 등이 있다.
1. ↑  사진부공용. “서양화가 정택영 재불예술인총연합회장”. 2025년 3월 4일에 확인함.